# Ambrosiaster
Ambrosiastro, o pseudo-Ambrogio (in latino Ambrosiaster), è l'anonimo autore di un commentario sulle lettere di Paolo di Tarso, "succinto ma ponderoso", per lungo tempo attribuito ad Ambrogio da Milano, di grande importanza per lo studio critico del testo latino del Nuovo Testamento.
Fu Erasmo da Rotterdam nel 1527 che per primo mise in discussione la paternità di Ambrogio, e per questo motivo ci si riferisce all'anonimo autore come Ambrosiaster.
Poiché Agostino d'Ippona cita parte del commentario dell'Ambrosiaster sulla Lettera ai Romani come di "Sanctus Hilarius", l'opera è stata di volta in volta attribuita da vari studiosi a qualsiasi personaggio che si chiamasse Ilario. Germain Morin nel 1899 suggerì che l'autore fosse Isacco, un ebreo convertito al Cristianesimo, autore di un trattato sulla Trinità e sull’Incarnazione, che fu esiliato in Spagna negli anni 378-380 e che in seguito si riconvertì all'Ebraismo. In seguito il Morin abbandonò questa teoria per attribuire la paternità dell'opera a Decimo Ilariano Ilario, Proconsole dell'Africa del Nord nel 377 d.C.
Alexander Souter concorda con questa attribuzione. Non può essere neppure scartata la remota possibilità che Ambrogio abbia scritto l'opera prima di diventare vescovo, e che poi l'abbia integrata negli anni successivi, incorporandovi le osservazioni di Ilario di Poitiers sulla Lettera ai Romani. La paternità di Ambrogio da Milano è stata sostenuta da P.A. Ballerini nella sua edizione integrale delle opere di Ambrogio.
Nel libro sopra citato Souter discute anche della paternità delle Quaestiones Veteris et Novi Testamenti, che i manoscritti attribuiscono ad Agostino. Egli conclude, dopo un accurato esame filologico, che si tratta di un'opera dello stesso Ambrosiater. Anche Morin era giunto in precedenza alla medesima conclusione.